# Terry Dischinger
Terry Gilbert Dischinger (ur. 21 listopada 1940 w Terre Haute, zm. 10 października 2023 w Lake Oswego) – amerykański koszykarz, skrzydłowy, mistrz olimpijski, debiutant roku, uczestnik spotkań gwiazd NBA.
Nie występował w NBA przez dwa lata (1965–1967) z powodu odbywania służby wojskowej.

## Osiągnięcia

### NCAA
- Wybrany do:
  - I składu All-American (1961, 1962)[3]
  - II składu All-American (1960)[3]

### NBA
- Debiutant Roku NBA (1963)[4]
- Uczestnik meczu gwiazd:
  - NBA (1963–1965)
  - Legend NBA (1987)[5]
- Wybrany do I składu debiutantów NBA (1963)[6]

### Reprezentacja
- Mistrz olimpijski (1960)[2]
- Wybrany do Koszykarskiej Galerii Sław jako członek drużyny olimpijskiej z 1960 roku (Naismith Memorial Basketball Hall Of Fame – 2010)[7]